# Тапіранга чорночерева
Тапіра́нга чорночерева (Ramphocelus melanogaster) — вид горобцеподібних птахів родини саякових (Thraupidae). Ендемік Перу.

## Опис
Довжина птаха становить 16-18 см. У самців голова, груди і спина бордові, боки і надхвістя яскраво-червоні, крила і хвіст чорні, на животі чорні смуги. Дзьоб сріблястий. У самиць верхня частина тіла червонувато-коричнева, нижня частина тіла рудувато-червона.

## Підвиди
Виділяють два підвиди:
- R. m. melanogaster (Swainson, 1838) — високогір'я на півночі центрального Перу (Сан-Мартін);
- R. m. transitus Zimmer, JT, 1929 — схід центрального Перу (верхів'я Уайаґи від Уануко і Сан-Мартіна до Хуніні).

## Поширення і екологія
Чорночереві тапіранги мешкають в басейні річки Уайаги в центральному Перу. Вони живуть на узліссях вологих тропічних лісів, в чагарникових заростях і садах. Зустрічаються на висоті від 500 до 1800 м над рівнем моря.